# درع المجتمع الإنجليزي 2014
درع الاتحاد الإنجليزي 2014 (بالإنجليزية: 2014 FA Community Shield)‏ هو الموسم 92 من  درع الاتحاد الإنجليزي. أقيم بتاريخ 10 أغسطس 2014، والذي يشرف على تنظيمه الاتحاد الإنجليزي لكرة القدم، وكان عدد الأندية المشاركة فيه  2، وفاز فيه نادي أرسنال.